# Tipula (Microtipula) terpsichore
Tipula (Microtipula) terpsichore is een tweevleugelige uit de familie langpootmuggen (Tipulidae). De soort komt voor in het Neotropisch gebied.